# Leukippos (Magnesia)
Leukippos (altgriechisch Λεύκιππος Leúkippos) ist in der griechischen Mythologie der Gründer von Magnesia am Mäander.
In einem Scholion zu Apollonios von Rhodos ist Leukippos ein Karer, der von Kreta aus kommend in Kleinasien Magnesia am Mäander gründet.
Leukippos wurde aufgrund einer Inschrift auf einer athenischen Statue mit Leukippos, dem Sohn des Xanthios, identifiziert. Da die Inschrift jedoch erst im 2. Jahrhundert n. Chr. angefertigt wurde, ist die Identität des als Statue dargestellten Leukippos mit einem der beiden mythischen Stadtgründer fraglich.